# Neuilly-sur-Suize
Neuilly-sur-Suize település Franciaországban, Haute-Marne megyében. Lakosainak száma 292 fő (2022. január 1.). Neuilly-sur-Suize Chaumont, Foulain, Luzy-sur-Marne, Richebourg és Verbiesles községekkel határos.

## Népesség
A település népességének változása:
| Lakosok száma | 166  | 390  | 347  | 354  | 317  | 315  | 311  | 307  | 302  | 292  |
|               | 1968 | 1982 | 1990 | 2006 | 2013 | 2015 | 2017 | 2019 | 2020 | 2022 |